# Pseudotorymus metallicus
Pseudotorymus metallicus is een vliesvleugelig insect uit de familie Torymidae. De wetenschappelijke naam is voor het eerst geldig gepubliceerd in 1957 door Risbec.